# Klam (okres Perg)
Klam je městys v rakouské spolkové zemi Horní Rakousy, v okrese Perg.
Obec Klam je historicky spjatá s rodem Clamů, později Clam-Gallasů a Clam-Martiniců v českých zemích.

## Vývoj počtu obyvatel
Vývoj počtu obyvatel byl do roku 1890 stoupající, po tomto roce započala klesající tendence, která byla zastavena v roce 1951.
K 1. lednu 2015 zde žilo 892 obyvatel.

## Politika

### Starostové Klamu
- Ignaz Achleitner (28. červenec 1850 až 7. března 1861)
- Michael Eder (7. března 1861 až 13. července 1873)
- Franz Achleitner (13. července 1873 až 16. srpna 1879)
- Michael Eder (16. srpna 1879 až 22. srpna 1882)
- Ignaz Achleitner (22. srpna 1882 až 15. července 1894)
- Friedrich Pappel (15. července 1894 až 30. října 1900)
- Ignaz Achleitner (30. října 1900 až 16. ledna 1908)
- Johann Hölzl (16. ledna 1908 až 1. ledna 1913)
- Karl Weber (1. ledna 1913 bis 8. července 1919)
- Ignaz Brandstätter (8. července 1919 až 1. ledna 1929)
- Ignaz Brandstetter (1. ledna 1929 až 1. ledna 1942)
- Franz Robl (1. ledna 1942 až 25. listopadu 1945)
- Michael Hochgatterer (25. listopadu 1945 až 22. Oktober 1961)
- Franz Robl (22. ledna 1961 až 7. října 1979)
- Ing. Josef Achleitner (7. října 1979 až 16. října 1990)
- Franz Prinz (16. října 1990 až 28. ledna 1997)
- Josef Fraundorfer (28. ledna 1997 až 17. října 2013)
- Johannes Achleitner (17. října 2013 doposud)[3]

## Památky

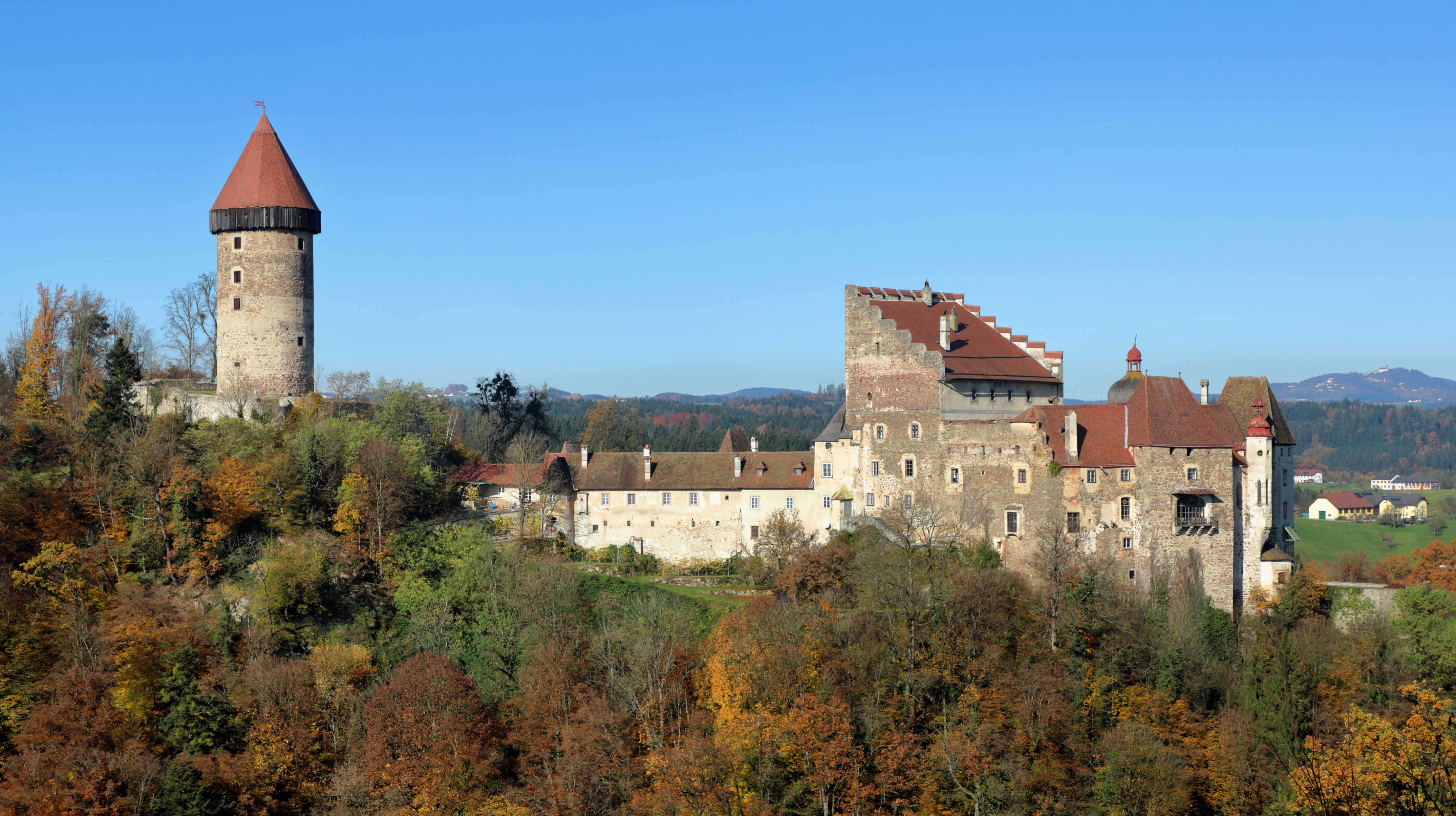
Hrad Clam nad městečkem

Na vyvýšeném místě v obci se nachází středověký hrad Clam, původní sídlo rodu Clamů